# Скорость (фильм, 1983)
«Скорость» — советский широкоформатный цветной художественный фильм, поставленный на Киностудии «Ленфильм» в 1983 году режиссёром Дмитрием Светозаровым по книге Валерия Мусаханова об автогонках, гонщиках и автомобилях.
Премьера фильма в СССР состоялась в декабре 1983 года.

## Сюжет
Гриша Яковлев всё своё свободное время отдаёт конструированию самодельных гоночных автомобилей и участию в автогонках, хотя и вне зачёта. Его талант замечает преподаватель автомобильного института Лагутин и приглашает к себе на учёбу и работу. Отдел Лагутина, в котором также работает лаборанткой студентка Криста, занимается проектированием и постройкой рекордного гоночного автомобиля на турбореактивной тяге, при испытаниях прототипа которого недавно погиб брат Кристы.
Криста давно влюблена в Лагутина, и он наконец отвечает ей, но их роман заканчивается, едва начавшись, из-за значительной разницы в возрасте и разного отношения к жизни. Из-за этой размолвки Криста оказывается в постели Гриши, о чём немедленно сожалеет.
В день приёмочных испытаний Гриша управляет автомобилем и ставит всесоюзный рекорд скорости. Но Криста порывает с ним, а Лагутин обнаруживает, что Гриша схалтурил и не исправил серьёзный дефект подвески, с которым нельзя вообще было выходить на старт. Разочарованный Гриша запускает неисправный гоночный автомобиль и разбивает его, попав в больницу с серьёзными травмами.
Спустя год Гриша забросил учёбу и автоспорт и работает старшим механиком на автосервисе, куда его устроил ушлый преподаватель Левко, разглядев его «золотые руки». Гриша очень хорошо зарабатывает — купил себе кооперативную квартиру, дорогую мебель и электронику, пользуется авторитетом у автовладельцев, но скучает по прежнему занятию, хотя и отрицает это. Из-за аварии и бесперспективности отдел Лагутина закрыли, а Криста уехала по распределению в другой город.
Лагутин предлагает Грише начать сначала работу над автомобилем, и, в конце концов, он порывает с Левко и «фирмачами», и уходит вслед за Лагутиным в неизвестность.

## В ролях
- Алексей Баталов — Игорь Владимирович Лагутин
- Дмитрий Харатьян — Гриша Яковлев, молодой изобретатель
- Мерле Тальвик — Криста Таммет
- Всеволод Шиловский — Сергей Трофимович Левко, преподаватель сопромата
- Ангелина Степанова — Елизавета Алексеевна, мать Лагутина
- Баадур Цуладзе — Гурам Горадзе
- Николай Фоменко — в эпизоде

## Съёмочная группа
- Сценарист — Мария Зверева. По мотивам повести Валерия Мусаханова
- Режиссёр — Дмитрий Светозаров
- Оператор — Сергей Астахов
- Художник — Юрий Пугач
- Композиторы — Андрей Макаревич, Александр Кутиков, Александр Зайцев
- Текст песен Андрея Макаревича

Под названием Игла-09-SR в фильме фигурирует рекордный автомобиль ХАДИ-9 из серии автомобилей ХАДИ c турбореактивным двигателем РД-9БФ. Съёмки фильма также проходили в Киевском политехническом институте.